# Groupe de contrat en France
 (juillet 2023).
Un groupe de contrat est l'ensemble formé par plusieurs contrats, en apparence distincts et isolés, mais qui doivent en fait être considérés comme un tout. Cette pluralité de contrats peut résulter soit de l'existence de plusieurs contrats distincts entre deux parties, soit de celle de plusieurs parties signataires de contrats.